# Homebrew
A Homebrew egy csomagkezelő rendszer, ami leegyszerűsíti új szoftverek installálását és a meglévők karbantartását macOS operációs rendszeren. Egy ingyenes/nyílt forrású szoftver, ami megkönnyíti más ingyenes/nyílt forrású szoftverek telepítését. Hasonló a célja és funkciója, mint a MacPorts vagy a Fink csomagkezelőknek. Max Howell írta, a Ruby on Rails közösség körében nyert lett hamar elterjedt és népszerű a bővíthetősége miatt.